# لوکاس نف
لوکاس نف (انگلیسی: Lucas Neff؛ زادهٔ ۷ نوامبر ۱۹۸۵) یک هنرپیشه اهل ایالات متحده آمریکا است. وی از سال ۲۰۰۹ میلادی تاکنون مشغول فعالیت بوده‌است.
از فیلم‌ها یا برنامه‌های تلویزیونی که وی در آن نقش داشته است می‌توان به دایناسور خوب و شرکت ترس اشاره کرد.